# Sabriël

Sabriël (titre original : Sabriel) est un roman de fantasy de l'écrivain australien Garth Nix publié en Australie en 1995 et en France en 2003. Il appartient à la série intitulée L'Ancien Royaume (The Old Kingdom) qui comporte trois romans et dont il constitue le premier volume.

## Synopsis
Dans un camp de voyageurs, une femme meurt en couches en emportant avec elle dans la mort la petite fille qu'elle vient de mettre au monde. Mais le père de cette petite fille n'est pas un homme ordinaire. Il s'appelle Abhorsën et c'est un puissant nécromancien capable de franchir les portes de la mort. Or, l'âme de sa fille n'ayant pas encore traversé la première porte, il s'empresse de l'aller chercher et la baptise du nom de Sabriël.

Quelques années plus tard, Sabriël est âgée de dix-huit ans et c'est une brillante élève dans l'école à laquelle son père l'a confié. C'est également une excellente magicienne ayant hérité de tous les dons de sa famille. Le temps du solstice d'hiver est arrivé et elle attend avec impatience la visite désincarnée de l'esprit de son père afin de discuter avec lui de son avenir. Elle attend en vain car, à la place, elle reçoit la visite d’une créature de l’au-delà qui lui confie l'épée et les attributs magiques de son père. Elle comprend alors qu’un malheur lui est arrivé et s'empresse de voler à son secours. Pour cela, il lui faut franchir le mur qui protège l'Ancien Royaume, monde de magie dans lequel la guette un puissant mort-vivant dont Abhorsën a déjà été la victime.

## Prix littéraires
Le roman Sabriël a remporté le prix du meilleur roman de fantasy aux prix Aurealis en 1995.